# Ringve botaniske hage
Ringve botaniske hage är en botanisk trädgård på Ladehalvön i Trondheim. Den ligger runt gården Ringve, vid Ringve museum. Anläggningen är idag drygt 13 hektar stor. Den upprättades som en universitetsträdgård år 1973 och drivs idag av Norges teknisk-naturvetenskapliga universitet. Ett eget arboretum påbörjades 1975.